# André Maelbrancke
André Maelbrancke (Torhout, 23 april 1918 - aldaar, 26 september 1986) was een Belgisch wielrenner die professioneel actief was van 1939 tot 1955.
Hij behaalde de meeste overwinningen in de sprint. Bij de start van zijn loopbaan was Maelbrancke een belangrijke rivaal van Rik Van Steenbergen, maar haalde nooit het niveau van deze kampioen.

## Palmares
1942
- Belgische kampioen beroepsrenners

1945
- Elfstedenronde Brugge
- Omloop van het Houtland

1948
- GP Briek Schotte

1950
- Omloop van het Houtland

1951
- Omloop van het Houtland

1952
- Dwars door Vlaanderen
- Kuurne-Brussel-Kuurne

## Resultaten in voornaamste wedstrijden
| Jaar | Gent-Wevelgem | Ronde van Vlaanderen | Parijs-Roubaix | Luik-Bast.‑Luik | Waalse Pijl | Omloop Het Volk | Dwars door Vlaanderen |
| ---- | ------------- | -------------------- | -------------- | --------------- | ----------- | --------------- | --------------------- |
| 1942 |               | 8e                   |                |                 |             |                 |                       |
| 1943 |               |                      |                | 11e             |             |                 |                       |
| 1944 |               | 34e                  | 34e            |                 |             |                 |                       |
| 1945 |               |                      |                |                 | ↑           |                 |                       |
| 1950 |               | 5e                   |                |                 |             |                 |                       |
| 1951 | 10e           |                      |                |                 |             | 4e              |                       |
| 1952 |               |                      |                |                 |             | 18e             | ↑                     |